# Familia Galán
La Familia Galán es un colectivo boliviano LGTB de artistas y activistasconocidos por su presencia en manifestaciones artísticas y performances drag en diferentes espacios públicos.

## Historia
La historia de la Familia Galán comenzó en los años 90 en la ciudad de La Paz, más precisamente, en bares gay de la Av. Pérez Velasco, en los cuales se llevaban a cabo certámenes de belleza transformista. Desde 1996 las Galán fueron acreedoras de varios títulos Miss Transformista La Paz y Miss Transformista Bolivia en dichos certámenes. En los inicios, el transformismo tendía más al estilo Barbie, pero con los años se consolidó en el drag queen. El 2 de diciembre de 2001 la Familia Galán tuvo su primera aparición pública.  
Su creadoras afirman que adoptaron el nombre "familia" como una reacción a los grupos conservadores provida y defensores de la familia convencional, pero también al sentirse parte de una familia política.

Habiendo instaurado la estética de tacones muy altos, pelucas y trajes coloridos, el colectivo comenzó a ganar relevancia política y, de ese modo, comenzó su labor activista, tanto institucional como de interpelación social. Como colectivo han montado varias exposiciones colectivas y obras teatrales. Asimismo, instauraron la figura del "Waphuri Galán", una interpretación del personaje de baile tradicional waphuri, jefe de hilanderos, que en la versión de la familia Galán  incorpora la estética de los personajes femeninos y masculinos en la danza de la Kullawada, éste personaje se ha incorporado a diferentes fraternidades de baile tanto en la fiesta del Gran Poder, principal manifestación del folclore urbano de la ciudad de La Paz, como en el Carnaval de Oruro, Patrimonio inmaterial de la Humanidad. Esta incorporación se realizó a través de la constancia y negociación con las dirigencias de las dirigencias de los organizadores de los festejos, en el caso del carnaval de Oruro, Aruquipa menciona:
“Año tras año, ellos amenazaban con no dejarnos bailar, y año tras año era mayor nuestra transgresión. Ésta consistió en incluir otros elementos modernos como el bordado en lentejuelas, el entallado de la chaquetilla, las botas altas de plataforma, mucho color y adornos, recuperando también elementos esenciales de la danza y la cultura como los pescados de plata, joyas, encajes y mantillas que hacen de este personaje uno de los más esperados en esta danza, diferenciándose del tradicional”

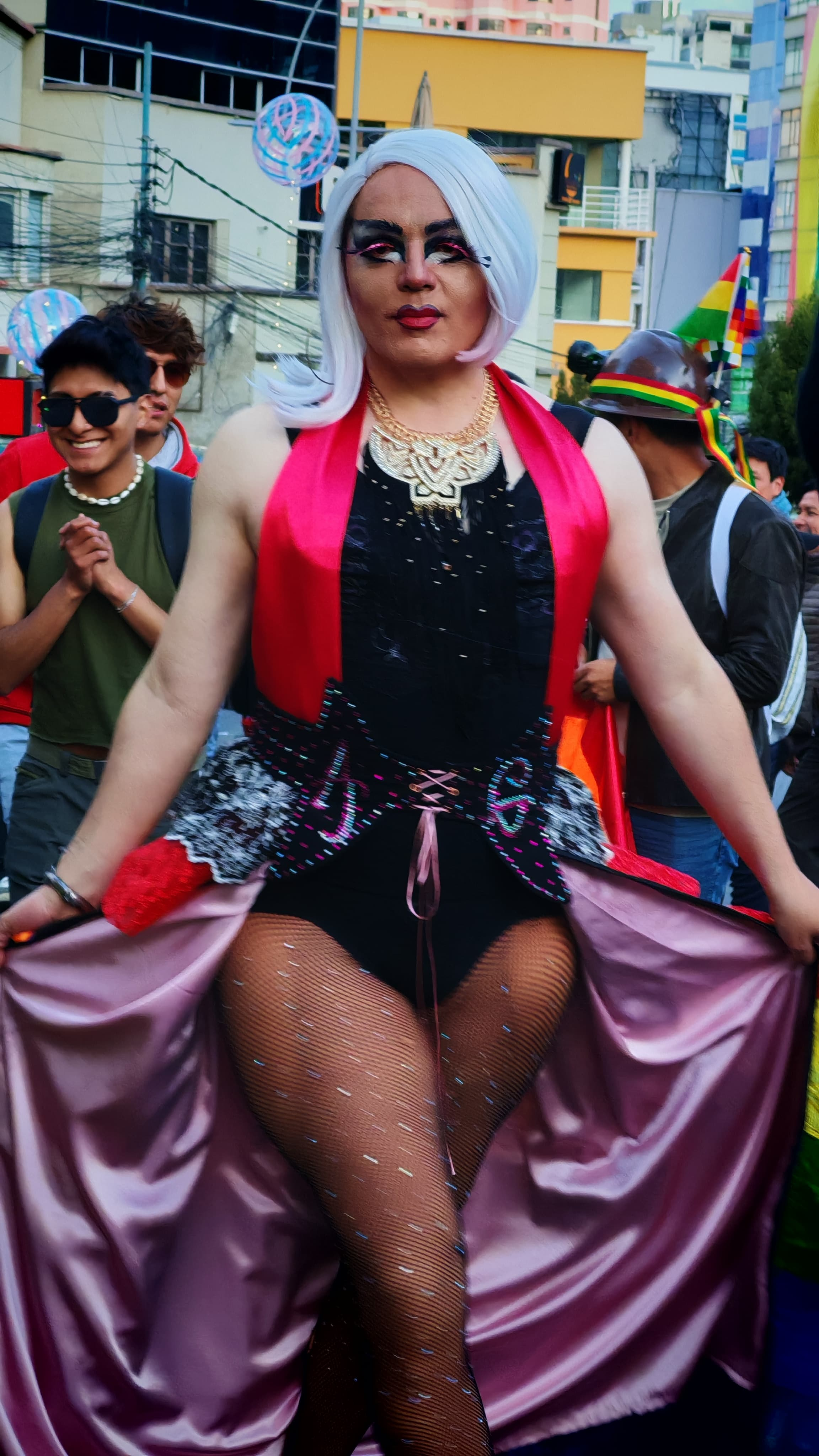
Alicia Galán en la marcha de las diversidades del año 2025

La Familia Galán es considera pionera e impulsora del movimiento LGBT en Bolivia, sobre todo en torno a los colectivos de personas travestis y transexuales. De la misma manera, gracias a su impulso social se han abierto algunos espacios para personas abiertamente identificadas como LGBT en los medios de comunicación. Tal es el caso de Andrés Mallo - Alicia Galán, quien es parte del colectivo y presentador de televisión. Otros ejemplos del activismo y acción en lo público son los  de Carlos Parra- París Galán, quien participó en política como asambleísta suplente,y David Aruquipa - Danna Galán, investigador y activista quien a inicios de 2020 asumió el cargo de Jefe Nacional de Gestión Cultural en la Fundación Cultural del Banco Central de Bolivia.